# Herman Eijsackers
Herman J.P. Eijsackers (1946) is een voormalig Nederlands hoogleraar ecotoxicologie.
Eijsackers werkte na zijn studie in Leiden onder meer bij het RIVM en de WUR. Hij was aan de Vrije Universiteit tussen 1995 en 2005 aangesteld als een van de eerste drie bijzonder hoogleraren vanwege de Stichting Bijzondere leerstoelen natuurbeheer met als leeropdracht Natuurbeheer in relatie tot milieukwaliteit. De andere twee door de stichting aangestelde bijzonder hoogleraren  waren Jan Bakker en Marjan Margadant. In 2011 ging hij met emeritaat. Herman Eijsackers was vervolgens voorzitter van de Scientific Advisory Committee van de WUR.
Zijn onderzoek richtte hij op bodemecologie, ecotoxicologie, natuur- en milieubeheer. Hij deed met name onderzoek naar de relatie tussen bodemorganismen zoals wormen, bodemvruchtbaarheid en vervuiling door zware metalen en bestrijdingsmiddelen. Hij had ook veel belangstelling voor interdisciplinair onderzoek en de relatie tussen wetenschap, samenleving en beleid. Behalve auteur van vele publicaties in tijdschriften was hij redacteur van enkele boeken op het gebied van toegepaste ecologie, bodembescherming en ecotoxicologie.
Eijsackers was onder meer voorzitter van de programmacommissie van het NWO-programma Systeemgericht Ecotoxicologisch Onderzoek, lid van de programmacommissie van het NWO-programma Biodiversiteit, lid van de Raad voor het Ruimtelijk, Milieu en Natuur Onderzoek en lid van  de Gezondheidsraad. Tevens was hij voorzitter van de Nederlandse Ecologische Vereniging en vicevoorzitter van  WWF-Nederland.

## Publicaties (selectie)
- M. H. Donker, H. Eijsackers, Fred. Heimbach (1994): Ecotoxicology of soil organisms.
- P. Doelman, H. Eijsackers (2004): Vital soil: function, value, and properties.
- H. Eijsackers, J. Jonkers, A. Heinecke (2004): De ruimte spreekt voor zich : waar liggen de natuurlijke kansen voor wonen, werken, landbouw, recreëren en natuur?

- Bibliothèque nationale de France: cb12428058s (data)
- CiNii: DA03903301
- International Standard Name Identifier: 0000 0001 1563 0265
- Library of Congress Control Number: n90706290
- Nationale Bibliotheek van Israël: 987007440000705171
- Nederlandse Thesaurus van Auteursnamen: 068404662
- Système universitaire de documentation: 083811281
- Virtual International Authority File: 27156533
- WorldCat: E39PBJy8q3tw3D8q7yxyhQY773